# 谢尔盖·维克托罗维奇·谢苗诺夫
谢尔盖·维克托罗维奇·谢苗诺夫（俄语：Сергей Викторович Семёнов，1995年8月10日—）是一位俄罗斯古典式摔跤手，俄罗斯和世界冠军，世界杯银牌得主，2019年欧洲运动会银牌得主（在基里尔·格里先科被取消资格后）。2016年里约热内卢奥运会和2020年东京奥运会铜牌得主。俄罗斯荣誉体育大师。2015年起入选国家队。